# Lendavske Gorice
Lendavske Gorice (węg. Lendvahegy) – wieś w Słowenii, w gminie Lendava. 1 stycznia 2018 liczyła 668 mieszkańców.